# Arthur Whetsol
Arthur „Artie“ Whetsol, auch Arthur Whetsel, (* 1905 in Punta Gorda, Florida; † 5. Januar 1940 in New York City, New York) war ein amerikanischer Jazz-Trompeter, der der Urbesetzung und danach von 1928 bis 1937 der Duke-Ellington-Band angehörte.
Whetsol verbrachte seine Kindheit in Washington, D.C., wo er sich mit Ellington befreundete. Er gehörte der Urbesetzung von Duke Ellingtons Band, dem Quintett „The Washingtonians“ an. Mit Ellington ging er im September 1923 nach New York, um der Band von Elmer Snowden beizutreten (erste Aufnahmen 1924). 1924 gab er die Musik vorübergehend auf, um an der Howard University Medizin zu studieren, so dass er nicht auf den ersten Ellington-Aufnahmen vom November 1924 zu hören ist.
1928 war er wieder in der Band, wo er an einigen der bekanntesten Aufnahmen der „Cotton Club“- Zeit der Band teilnahm (Soli in „Black Beauty“, „Black and Tan Fantasy“, „The Mooche“, „Mood Indigo“). Sein lyrischer Stil kontrastierte damals mit dem von Bubber Miley und diente Ellington als Vorbild für spätere Besetzungen (wie seinen Nachfolger Harold Shorty Baker). 1937 verließ er das Ellington-Orchester aus Gesundheitsgründen (einer Geisteskrankheit).